# Bernard Bocquet
Bernard Bocquet (nascido em 24 de março de 1949) é um ex-ciclista francês que representou França nos Jogos Olímpicos de Verão de 1972 em Munique na perseguição por equipes de 4 km, onde terminou na décima quinta posição.